# San Francisco de Coray
San Francisco de Coray ist eine Ortschaft im Departamento Valle im südwestlichen Honduras. Die Einwohnerzahl wurde bei der Volkszählung 1998 nicht erhoben; bei der Volkszählung 2001 wurden 1.283 Einwohner gezählt. Die geschätzte Einwohnerzahl 2009 beträgt 1.550. Der Ort ist über die Straße Carratera Ms Vecinal erreichbar.
Terencio Sierra, voller Name Terencio Esteban Sierra Romero (1839–1907), der vom 1. Februar 1899 bis 1. Februar 1903 Präsident von Honduras war, wurde in diesem Ort geboren.